# Bielawy (Rawicz)
Pour les articles homonymes, voir Bielawy.
Bielawy (prononciation : [bjɛˈlavɨ]) est un village polonais de la gmina de Jutrosin dans le powiat de Rawicz de la voïvodie de Grande-Pologne dans le centre-ouest de la Pologne.
Il se situe à environ 4 kilomètres à l'est de Jutrosin (siège de la gmina), à 26 kilomètres à l'est de Rawicz (siège du powiat) et à 86 kilomètres au sud de Poznań (capitale régionale).
Le village possédait une population de 39 habitants en 2014.

## Histoire
De 1975 à 1998, le village faisait partie du territoire de la voïvodie de Leszno.

Depuis 1999, Bielawy est situé dans la voïvodie de Grande-Pologne.